# Юдино (Одинцовский район)
Ю́дино — село в Одинцовском городском округе Московской области.

## История

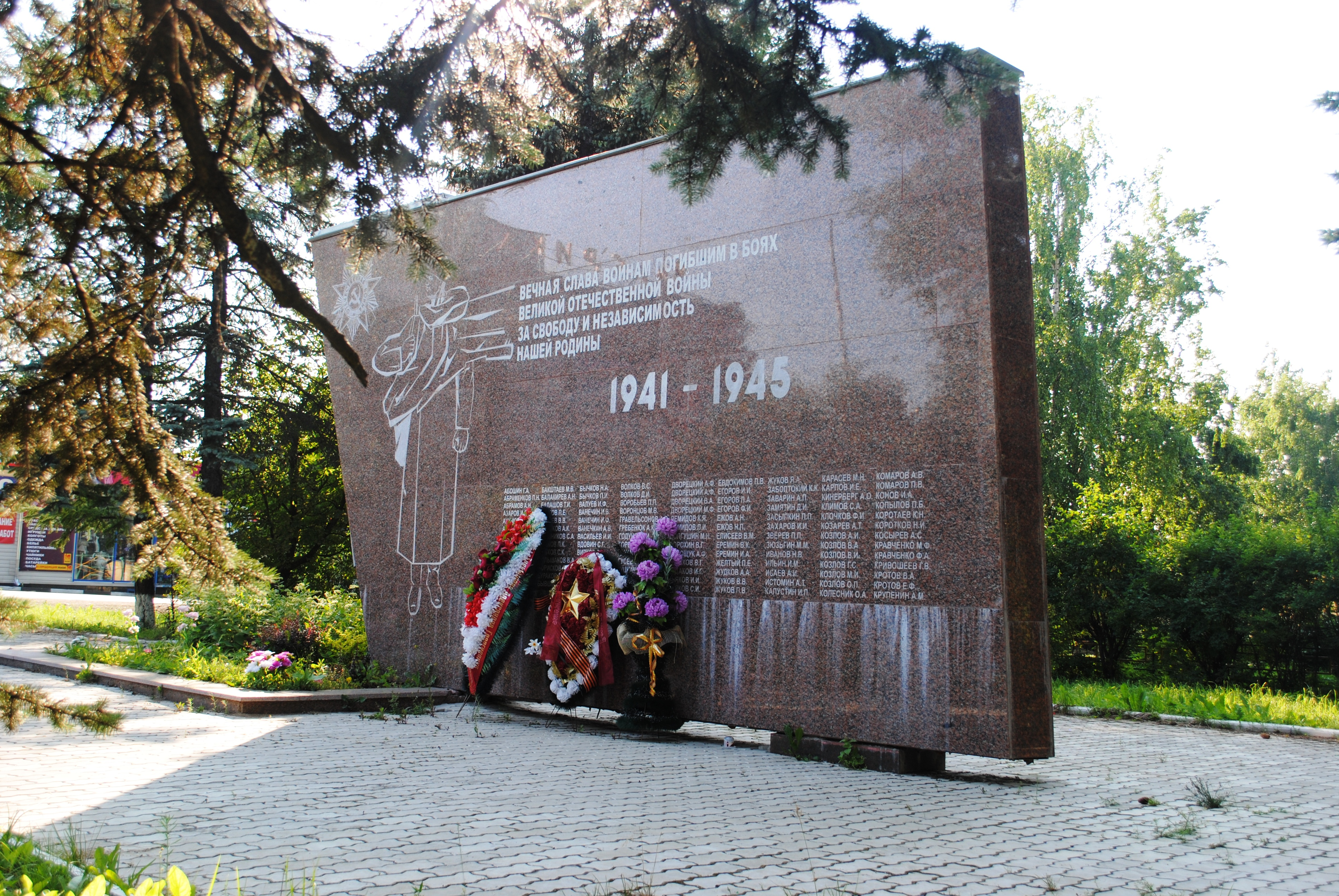
Стела с именами жителей, погибших в Великой Отечественной войне. 2013 г.

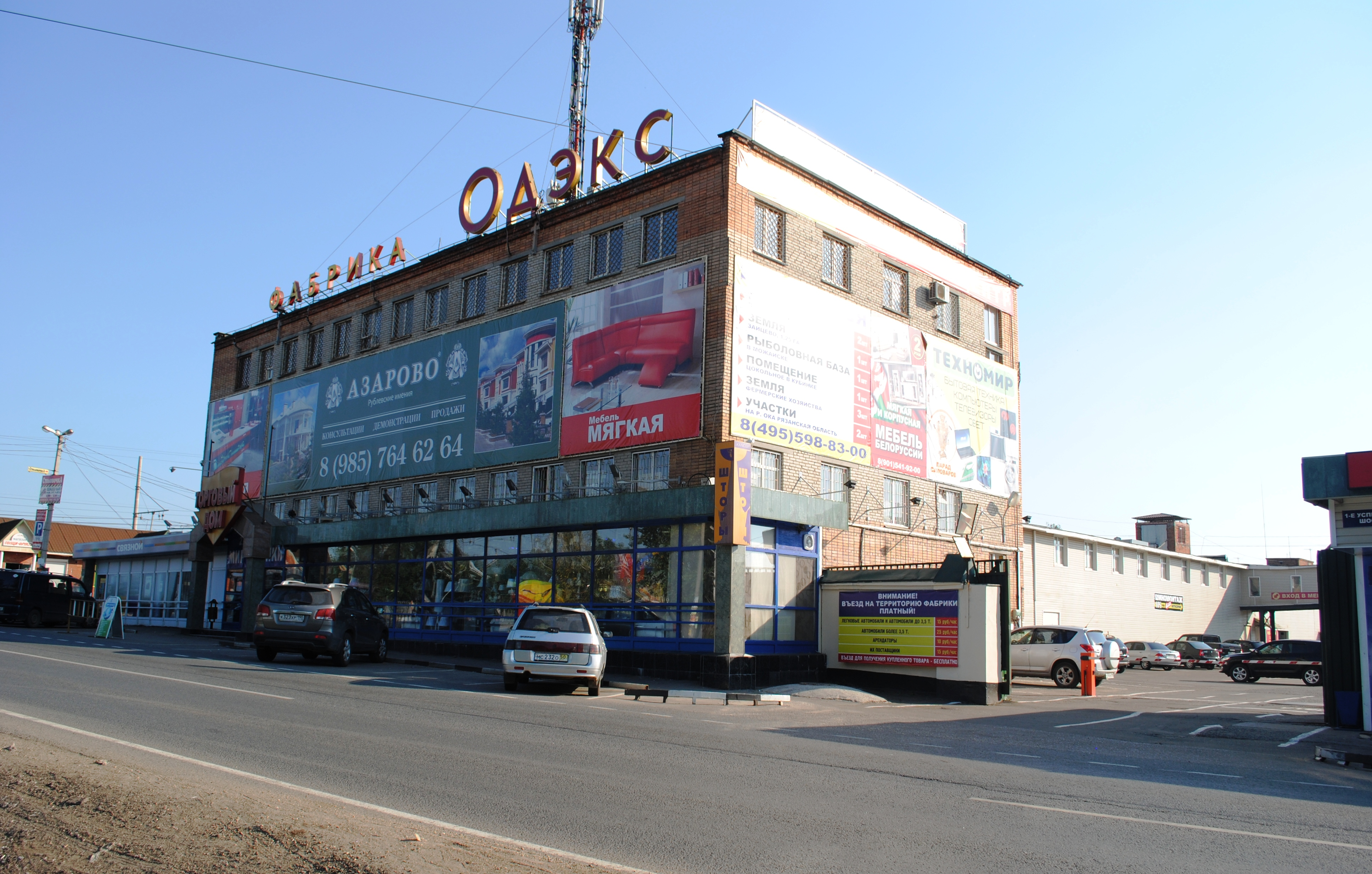
Мебельная фабрика «Одэкс». 2013 г.

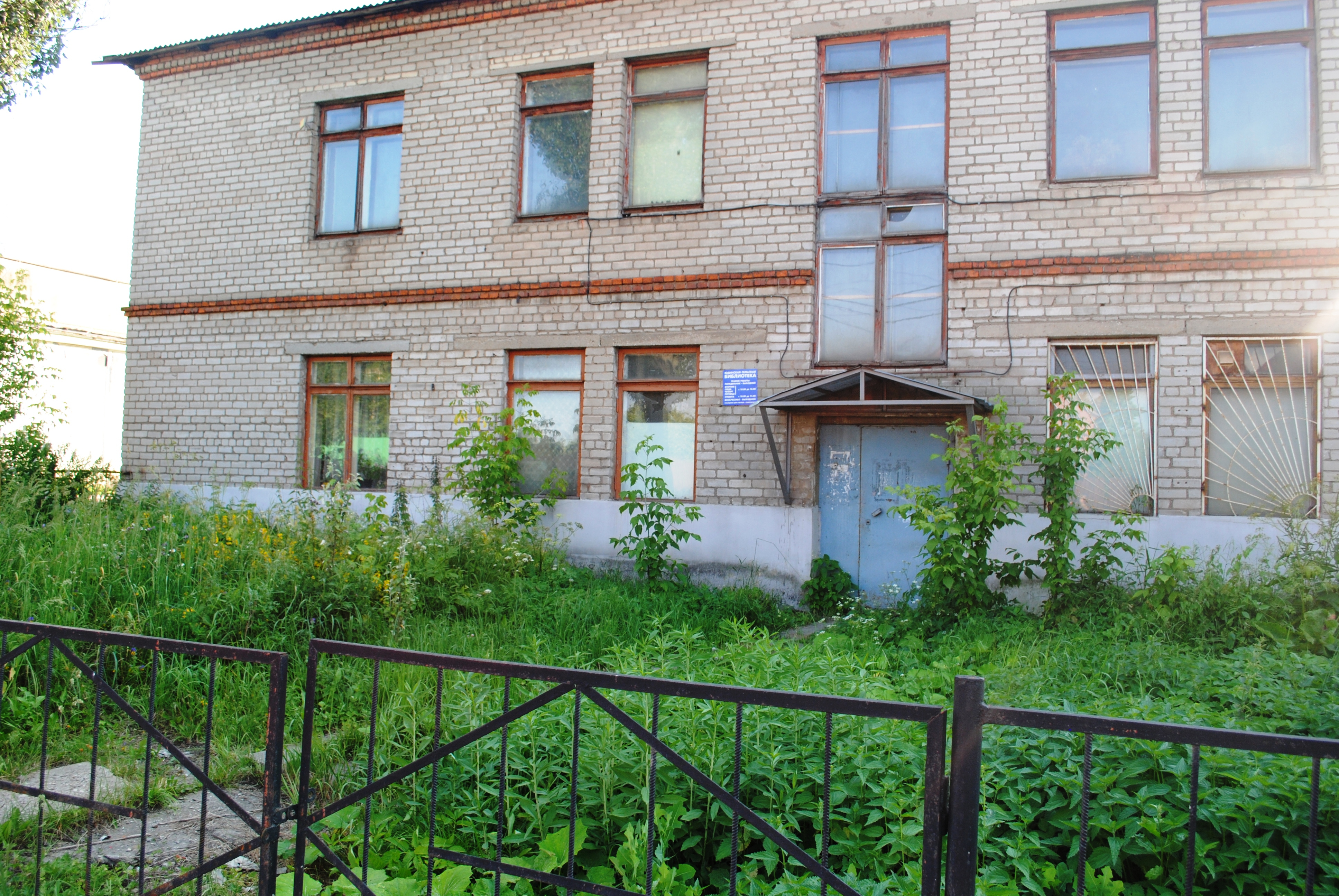
Библиотека. 2013 г.

Первое документальное упоминание села Юдино относится к 1504 году. Тогда московский великий князь Иван III завещал его младшему сыну Андрею Старицкому.
Название от Юда, производного от имени Иуда
В начале XX века в селе значился 41 крестьянский двор. Жители занимались сельским хозяйством, извозом и работой на железной дороге. В то время местная железнодорожная платформа называлась Юдино. Это было освещаемое керосиновыми фонарями маленькое деревянное строение. Рядом с ним располагался железнодорожный переезд. Так как на Казанском направлении железной дороги была ещё одна станция с таким же названием, часто возникала путаница. Для исключения недоразумений здешнее «Юдино» переименовали в «Перхушково», а уже существовавшую платформу около села Перхушково стали называть «Здравницей».
В 1926 г. в селе Юдино проживало 323 человека. На его территории размещался сельсовет, железнодорожная школа, ветеринарная лечебница и оспопрививальный пункт.
В 1994—2004 годах — центр Юдинского сельского округа, до 2019 входило в состав сельского поселения Жаворонковское.

## География
Село Юдино расположено в 29 км к западу от центра Москвы и в 6 км к западу от центра Одинцова, на обеих сторонах Можайского и 1-го Успенского шоссе. С северной стороны к селу примыкает микрорайон «Берёзка» посёлка городского типа (ЗАТО) Власиха, к востоку от Юдина находятся посёлок ВНИИССОК и село Дубки, к западу — деревня Крюково и лесной массив. С южной стороны рядом с селом проходит трасса Северного обхода Одинцово.

## Население
| 2002 | 2006  | 2010  |
| ---- | ----- | ----- |
| 359  | ↗1323 | ↘1271 |

## Экономика
В селе Юдино имеется мебельная фабрика и предприятие по производству кованых изделий. Бывшие корпуса Перхушковской фабрики культоваров, впоследствии занимаемые мебельной фабрикой «Одэкс», сдаются в аренду различным организациям.
В селе находятся гипермаркеты «Глобус» и «Леруа Мерлен», являющиеся местами притяжения жителей всего Одинцовского городского округа. Кроме того, розничная торговля в Юдино представлена супермаркетами «Чижик», «Дикси» и «Пятёрочка», а также строительным рынком и мелкими магазинами.
В Юдино широко развита сфера торговли и потребительских услуг: множество магазинов, автосервисов и др. Имеется закусочная КФС (по состоянию на 29 августа 2022 — временно закрыто). Действует отделение почты.

## Транспорт
Село Юдино расположено на Можайском шоссе, в центре села берёт начало 1-е Успенское шоссе.
Через село проходит Белорусская железная дорога, имеется пассажирская платформа Перхушково.
Автобусные маршруты связывают Юдино с городами Одинцово, Краснознаменск, Голицыно, Звенигород, посёлком городского типа (ЗАТО) Власиха, а также с посёлком Горки-10 и селом Уборы. Бесплатные автобусные маршруты соединяют Одинцово и Голицыно с находящимся в Юдине гипермаркетом «Глобус».

## Архитектура и достопримечательности

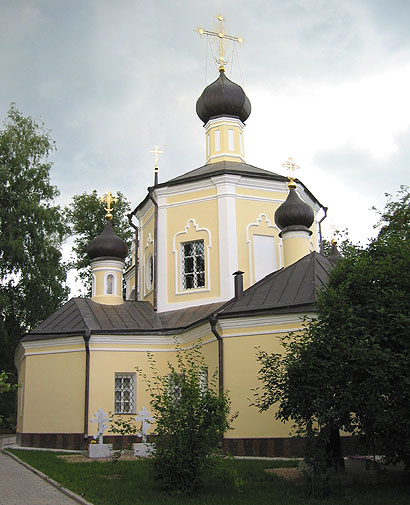
Церковь Спаса Преображения в Юдино

Основная застройка Юдино представлена частными домами и дачами. В северной, северо-западной и западной частях села расположены небольшие комплексы многоквартирных жилых домов высотой до девяти этажей.
Главная архитектурная достопримечательность села — церковь Спаса Преображения, кирпичная, центрическая, ярусная, с лепестковым планом, построенная в 1723 году на средства князя А. В. Черкасского архитектором С. Ивановым в стиле московского барокко.
В 1967 г. в центре села была установлена стела с именами жителей, погибших в Великой Отечественной войне.
На Юдинском кладбище похоронены:
Золотарёв, Семён Павлович — Герой Советского Союза (1943), штурман эскадрильи 5-го гвардейского авиационного полка 50-й авиационной дивизии 6-го авиационного корпуса Авиации дальнего действия (АДД).
Миль, Михаил Леонтьевич — советский конструктор вертолётов, доктор технических наук (1945), Герой Социалистического Труда (1966), лауреат Ленинской премии (1958) и Государственной премии СССР (1968).
Полухин, Дмитрий Алексеевич — Генеральный конструктор КБ «Салют», Герой Социалистического Труда (1980), лауреат Ленинской (1976) и Государственной премии (1967), доктор технических наук.
Попов, Валерий Витальевич — участник Второй чеченской войны, Герой Российской Федерации (посмертно).

## Культура и отдых
В бывшем здании кинотеатра действует культурно-досуговый центр «Молодёжный».
Также в Юдино находится загородный клуб-ресторан, элитный загородный отель, несколько небольших гостиниц.

## Религия
В Юдино расположен Преображенский скит Пюхтицкого подворья, созданный в 1996 году как загородное хозяйство московского подворья Пюхтицкого женского монастыря. На территории скита имеются два храма:

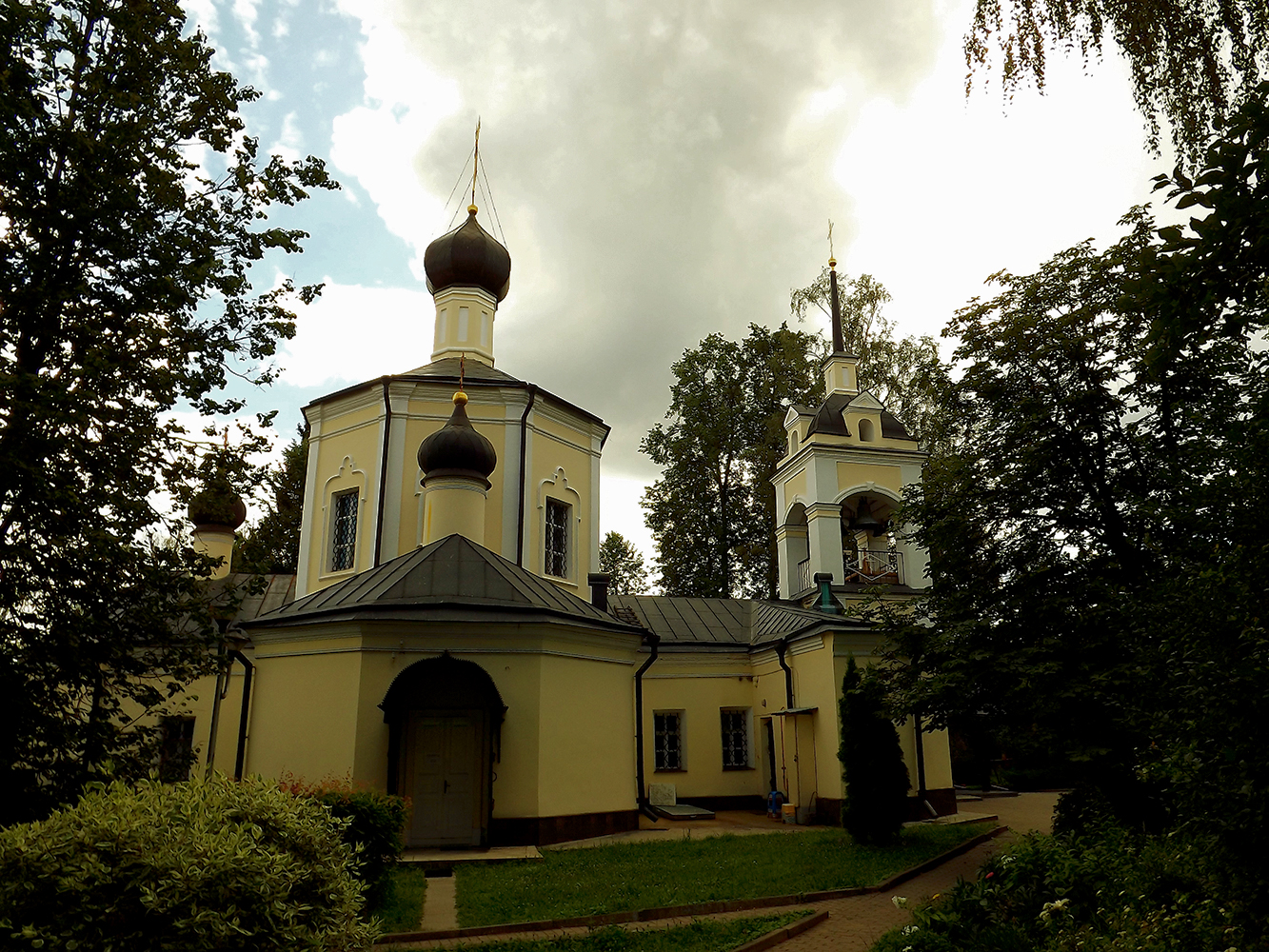
Церковь Преображения Господня (Юдино)

- церковь Преображения Господня (1723);
- церковь Пантелеимона Целителя (2007) — домовый храм при богадельне.

## Здравоохранение
В Юдино расположен загородный стационар Российского научного центра медицинской реабилитации и курортологии. В его распоряжении 8-этажный жилой корпус на 300 коек, столовая, лечебный корпус, бассейн, грязе- и бальнеолечебницы.

## Образование
Приблизительно до 2013 года в Юдино действовала открытая (сменная) общеобразовательная школа с заочной формой обучения. В настоящее время на месте этой школы действует современный детский сад. Также имеется библиотека.